# Janet Fraser
Janet Fraser z domu Munro primo voto Kemp (ur. 31 stycznia 1883 w Glasgow, zm. 7 marca 1945 w Wellington) – nowozelandzka działaczka społeczna, nauczycielka.

## Życiorys
Janet Fraser urodziła się w rodzinie robotniczej jako córka Mary McLean i Williama Munro. Dorastała w Glasgow, gdzie pracowała jako nauczycielka dla sierot. Korzystała z prac Roberta Blatchforda. Używała także nazwiska swojej babki macierzystej, Henderson. 25 listopada 1903 wyszła za kasjera handlowego Fredericka George'a Kempa. W 1909 razem z nim i synem Haroldem przeprowadziła się do Auckland w Nowej Zelandii.
W Nowej Zelandii oboje obracali się w środowiskach socjaldemokratycznych. W 1911 poznała w Wellington Petera Frasera, polityka Partii Pracy. W 1918 pracowali razem jako wolontariusze podczas epidemii grypy. 4 października 1919 rozwiodła się z Frederickiem Kempem i 1 listopada 1919 wzięła ślub z Peterem Fraserem.
Janet Fraser angażowała się w pomoc dzieciom ubogim i kwestie ochrony zdrowia w Nowej Zelandii. W 1935 została wyróżniona Medalem Srebrnego Jubileuszu Króla Jerzego V. Pod koniec lat 30. działała na rzecz dostępu dla kobiet w ciąży do leków przeciwbólowych podczas porodu. W latach 1925–1935 zasiadała w zarządzie szpitala w Wellington. Działała w szeregu organizacji kobiecych, np. Plunket Society. Była także pierwszą sekretarz sekcji kobiet Partii Pracy. W grudniu 1926 została sędzią pokoju, jako jedna z pierwszych kobiet w Nowej Zelandii.
W 1940 Peter Fraser został premierem Nowej Zelandii. Janet Fraser aktywnie wspierała męża w działalności politycznej jako „doradca polityczny, badacz, strażnik i system osobistego wsparcia”. Uczestniczyła z nim w podróżach służbowych. W sierpniu 1943 witała Eleanor Roosevelt podczas jej wizyty w Nowej Zelandii.
W 1943 dowiedziała się od Marii Wodzickiej, żony konsula w Wellington Kazimierza Wodzickiego, o losie polskich dzieci ewakuowanych z Syberii i Iranu. Zorganizowała w Nowej Zelandii kampanię informacyjną na rzecz pomocy im. Do przyjęcia uchodźców namówiła także swojego męża, zapewniając ich utrzymanie na koszt nowozelandzkiego rządu. Ostatecznie jesienią 1944 do Nowej Zelandii dotarło 733 polskich dzieci, głównie sierot, wraz z opiekunami. Zostały przywitane przez tłumy ludzi. Małżeństwo Fraserów osobiście dbało, by w obozie dzieci z Pahiatua panowały odpowiednie warunki. Janet Fraser stanęła na czele Komitetu Obywatelskiego, który organizował pomoc materialną dla Polaków. Za pomoc na rzecz Polaków w 2021 została wraz z mężem odznaczona Medalem Virtus et Fraternitas (dekoracja odbyła się w 2022).
Janet Fraser zmarła na gruźlicę 7 marca 1945 w Wellington. Została pochowana na tamtejszym cmentarzu Karori.